# Gregor Lechner (Abt)
Gregor Lechner (* vermutlich nach 1490 in Schärding; † 27. August 1558 in Kremsmünster) war Benediktiner und 48. Abt des Stiftes Kremsmünster.
Gregor Lechner wurde in Schärding geboren, trat im November 1508 in das Benediktinerstift Kremsmünster ein und legte am 11. November 1509 die Profess ab. Am 19. September 1543 wurde er einstimmig vom Konvent zum 48. Abt von Kremsmünster gewählt und erwarb sich während seiner Amtszeit große und bleibende Verdienste, die das Kloster bis in die heutige Zeit prägen. Wirtschaftlichkeit, die Liebe zu den Wissenschaften, Klugheit, aber auch Frömmigkeit, Bescheidenheit und ein vorbildlicher Lebenswandel zeichneten ihn aus.
Bereits kurz nach seiner Abtwahl gab er, aufgrund der herannahenden Türkengefahr, den Auftrag, das Kloster mit umfangreichen Befestigungsanlagen auszustatten. 1545 ließ er einen Brückenturm mit Zugbrücke errichten, 1546 eine mächtige, mit fünf Rundtürmen bewehrte äußere Mauer aufführen, 1547 den das Kloster von Westen nach Osten umgebenden Wassergraben mit Quadersteinen stabilisieren und mit einer inneren, von vier Rundtürmen bewehrten Mauer umfrieden, an deren schwächster Stelle im Nordosten der mächtigste Turm, der sogenannte Reckturm erbaut wurde, der auch als Klosterkarzer und Rüsthaus bzw. Waffenarsenal diente und erst 1802 abgebrochen wurde.
Im Markt Kremsmünster gab er den Auftrag zur Errichtung von zwei großen Wohnhäusern für Stiftsarbeiter und erweiterte zudem die bereits 1552 von seinem Vorgänger errichtete Papiermühle. Den ca. 2 km nördlich vom Kloster gelegenen Schacherwald ließ er zwischen 1552 und 1555 trockenlegen und leitete das Wasser in die vier noch heute bestehenden Schacherteiche.
Sein größtes Verdienst war, dass er die seit dem Mittelalter bereits bestehende interne Klosterschule im Jahr 1549 zu einer auch für externe Schüler öffentlich zugänglichen lateinischen Schule umgestaltete und dadurch zum eigentlichen Gründer des ältesten bis heute bestehenden Gymnasiums Österreichs geworden ist, dem heutige Stiftsgymnasium Kremsmünster.
Aufgrund seiner vielfältigen Verdienste verlieh ihm Kaiser Ferdinand I. (1503–1564) am 17. Mai 1553 die Würde eines kaiserlichen Rates. Ab 1555 nahm Abt Lechner als Abgeordneter des Prälatenstandes an den Versammlungen der Stände im Erzherzogtum Österreich ob der Enns teil.
Abt Gregor starb am 27. August 1558 in Kremsmünster und wurde vor dem Johannesaltar der alten Marienkapelle beigesetzt. Sein Marmorepitaph überstand die barocke Umgestaltung des Klosters.
Von ihm ist das älteste Abtporträt im Kloster erhalten geblieben, das sich heute im Stiftsgymnasium befindet und folgende Beschriftung enthält: „Gregor Lehner an S: Michelstag im 43 jar bein disen Closter Krems: zu Abbt erwelt und zu 1558 diser gestalt abkunterfeid“.